# Microporella antiborealis
Microporella antiborealis är en mossdjursart som beskrevs av Liu 200. Microporella antiborealis ingår i släktet Microporella och familjen Microporellidae. Inga underarter finns listade i Catalogue of Life.